# 지관 (불교)
지관(止觀, śamatha-vipaśyanā)은 불교의 수행법인 지(止)와 관(觀)을 통틀어 말하는 것으로, 지(止)는 산스크리트어 사마타(śamatha, 팔리어: samatha)를 뜻에 따라 번역한 것이고, 관(觀)은 산스크리트어 비파사나(विपश्यना vipaśyanā 비파스야나, 팔리어: vipassanā)를 뜻에 따라 번역한 것이다. 지(止)는 모든 망념(妄念)을 그치게 하여 마음을 하나의 대상에 기울이는 것이며, 관(觀)은 지(止)로써 얻은 명지(明知)에 의해 사물을 올바르게 보는 것을 말한다.
즉, 지관(止觀)은 선정(禪定)과 지혜(智慧)에 해당되며, 지(止)와 관(觀)의 양자는 마치 수레의 두 바퀴 같은 상호의존 관계에 있다. 그리고 지(止)와 관(觀)은 계(戒)와 아울러 불교도의 중요한 실천 항목이다.
특히 중국 천태종의 개조인 지의는 《마하지관》을 저술하여 지관을 상세히 분류 · 고찰하였다.

## 같이 보기
- 사마타
- 비파사나
- 정혜쌍수

## 참고 문헌
- 이 문서에는 다음커뮤니케이션(현 카카오)에서 GFDL 또는 CC-SA 라이선스로 배포한 글로벌 세계대백과사전의 내용을 기초로 작성된 글이 포함되어 있습니다.